# Bóveda de Disney
La "Bóveda de Disney" o "Caja fuerte de Disney" (en inglés, "Disney Vault") era un término utilizado antiguamente por The Walt Disney Company para referirse a su política de imponer periódicamente moratorias de ventas en los lanzamientos en vídeo doméstico de determinados largometrajes de animación. Cada película de Walt Disney Animation Studios se podía comprar durante un tiempo limitado y luego se devolvía "a la bóveda", no disponible para la venta al por menor, a la espera de un futuro relanzamiento.
Tras la adquisición de 21st Century Fox por parte de Disney y el lanzamiento en 2019 del servicio de transmisión Disney+, los periodistas han utilizado la expresión "Bóveda de Disney" para describir las prácticas de Walt Disney Studios que restringen la proyección en salas de cine de muchas más películas del catálogo anterior.

## Historia
Se trata de la versión moderna de la práctica de Disney de reestrenar sus largometrajes de animación en los cines cada varios años, que comenzó con la reedición de Snow White and the Seven Dwarfs en 1944. Durante la década de 1980, cuando el mercado del vídeo doméstico estaba dominado por el sistema VHS, las películas de Disney se reeditaban cada diez años, un intervalo de tiempo igual al de sus reestrenos en los cines. El periodo de moratoria continuó con la evolución de los sistemas de distribución de contenidos multimedia en el hogar, como el DVD, el Blu-ray y la transmisión digital, que la propia Disney comercializa principalmente a través de su iniciativa Movies Anywhere. Los anuncios televisivos de los lanzamientos de vídeo doméstico de Disney avisarán a los clientes de que ciertas películas entrarán pronto en moratoria, incitándoles a comprarlas antes de que vuelvan a la "Bóveda de Disney", según las palabras pronunciadas a menudo por el conocido actor de doblaje de los tráilers de Disney, Mark Elliott. Algunas películas de Disney producidas directamente en vídeo, entre ellas Bambi 2, también se han estrenado con una ventana de disponibilidad preestablecida.
Dumbo y Alicia en el País de las Maravillas fueron dos de las primeras películas estrenadas en vídeo doméstico. Anteriormente, habían sido las primeras películas de animación de Disney en emitirse por televisión. En 1954, se eligieron para estrenarse como parte del programa Walt Disney's Disneyland de la cadena ABC, con el fin de promocionar Disneyland y sus dos populares atracciones basadas en estas películas. Disney ha mantenido esta "tradición" al tenerlas permanentemente a disposición del público. Disney nunca ha reestrenado estas dos películas porque están tan saturadas en el mercado que su reestreno no tendría sentido. No obstante, han tenido mucho éxito en el vídeo doméstico, por mérito propio. A finales de la década de 2000, se anunciaron en ediciones Platino y Diamante. Solo se lanzaron en una edición especial con una mercadotecnia similar al de las películas de la "Bóveda de Disney". En 2016, Disney lanzó un paquete combinado de Blu-ray y copia digital de las películas, pero solo como una oferta exclusiva del Disney Movie Club, que no se lanzó al público general. En 2018, Disney dejó de vender estas ediciones a los miembros del club y en su lugar empezó a ofrecer los Blu-rays normales como opción. A pesar de las evidencias de que estas dos películas supuestamente iban a formar parte de la línea Diamante - Platino, se desconoce el motivo por el que nunca sucedió. Probablemente se deba a que la saturación del mercado impidió que las películas alcanzaran las mismas ventas que las demás. Con el lanzamiento de la Colección Exclusiva en 2016, Disney pasó a estrenar tres películas al año en lugar de dos. En 2022, se habían estrenado todas las películas de la colección.  
Cuando el servicio de transmisión de Disney y su homónimo Disney+ se anunció en 2019, el director ejecutivo de Disney, Bob Iger, declaró que el servicio contendría toda la biblioteca de películas de Disney, lo que eliminaba por completo el concepto de la "Bóveda de Disney" como dispositivo de control de vídeo doméstico. Sin embargo, el servicio no incluye gran parte de la biblioteca de Disney y sigue vigente una práctica independiente que restringe las proyecciones de repertorio de películas de su catálogo. Tras la adquisición de 21st Century Fox por parte de Disney, la compañía retiró la distribución de la filmoteca de los estudios adquiridos a los cines (con la notable excepción de "The Rocky Horror Picture Show "), por lo que el catálogo de dichos estudios quedó apartado a un segundo plano.
Una película de Disney que permanece en el olvido es Canción del sur, basada en las historias del tío Remus del folclorista Joel Chandler Harris. La película no se ha emitido en televisión ni se ha editado en vídeo doméstico en Estados Unidos debido a las críticas por la imagen que muestra de los afroamericanos. En 2010 y 2020, Bob Iger declaró que la película no se reeditaría ni en DVD ni en Disney+. En 2023, Disney anunció que eliminaría permanentemente docenas de películas y series de televisión de bajo rendimiento de sus servicios de transmisión en Disney+ y Hulu, lo que supondría la retirada definitiva de esas producciones. Disney sufrió una pérdida de valor de entre 1.500 y 1.800 millones de dólares por los títulos retirados. Esta depreciación permitió a Disney evitar el pago de residuales en curso y redujo su factura fiscal.

## Control
La propia Walt Disney Company declaró que este proceso se llevó a cabo para controlar su mercado y para que las películas de Disney fueran nuevas para las nuevas generaciones de niños pequeños. Como efecto secundario del proceso de moratoria, los vídeos y DVD de las películas suspendidas se convirtieron en objetos de colección, que se vendían en tiendas y en sitios web de subastas como eBay por sumas superiores a su precio de venta sugerido original. Esta práctica también ha convertido a las películas de Disney en el principal objetivo de los fabricantes de DVD piratas.